# Jon Moss
Jonathan Aubrey Moss dit Jon Moss, né le 11 septembre 1957 à Wandsworth, est un batteur anglais connu pour avoir été membre du groupe Culture Club. Il a aussi fait partie des groupes London, The Nipple Erectors et The Damned.

## Biographie

### Vie privée
Jon Moss a eu trois enfants avec son ex-femme Barbara Savage,.
Moss a eu une relation sentimentale avec Boy George au plus fort de la popularité de Culture Club, même si cela n'était pas de notoriété publique à l'époque. Leur relation se finit en 1986. Le téléfilm Karma Caméléon porte à l'écran leur romance.